# Sarcofago etrusco

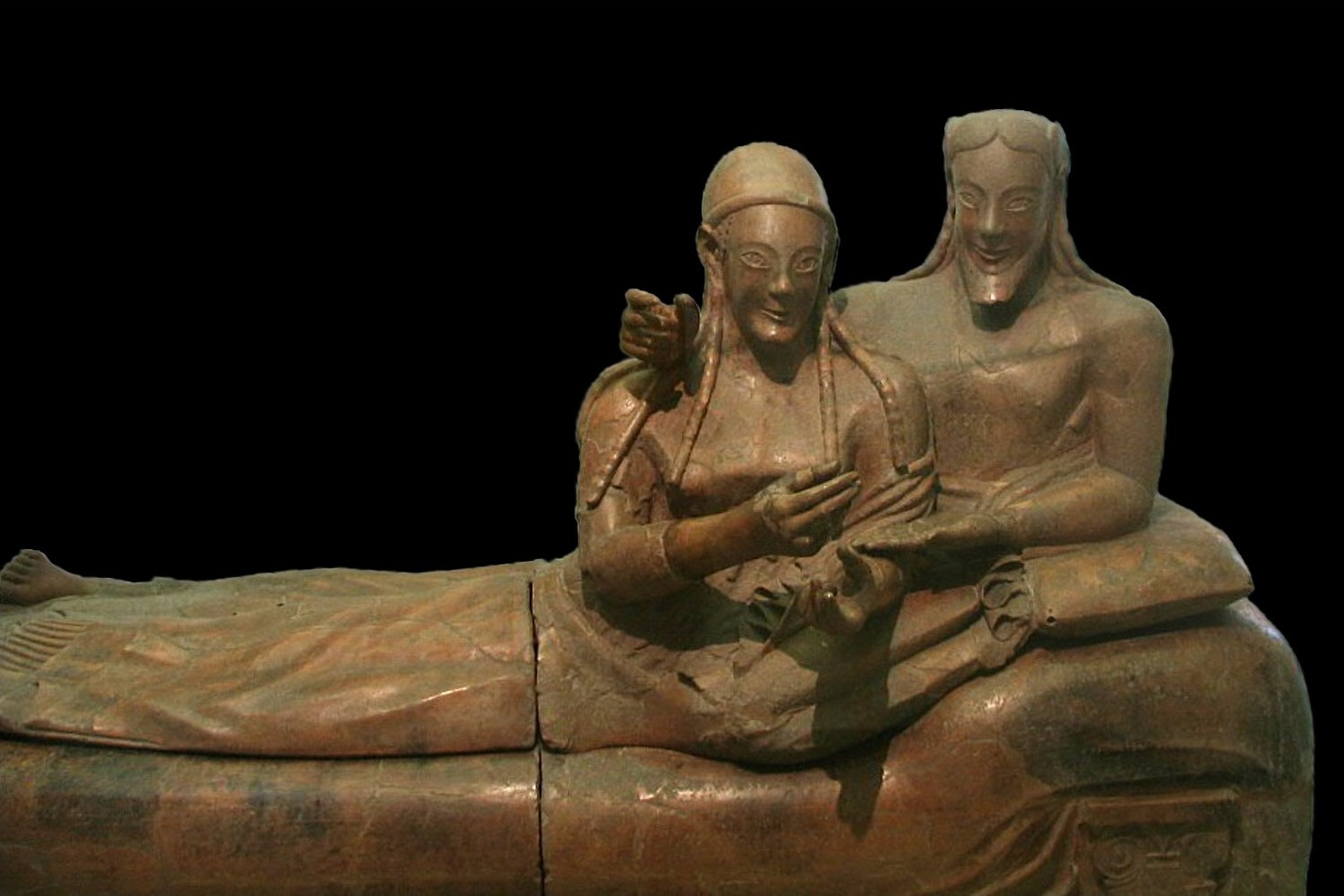
Sarcofago degli sposi. Cerveteri, 520 a.C. circa, terracotta. Roma, Museo nazionale etrusco di Villa Giulia.

Il sarcofago etrusco deve la propria comparsa nelle camere sepolcrali del VII secolo a.C. ad una usanza orientale; la versione con figure umane scolpite al di sopra del coperchio è invece tipicamente etrusca. Eseguiti in pietra (dal VI secolo a.C.) o terracotta, i sarcofagi etruschi solo raramente si conformano a kline, malgrado siano stati resi noti soprattutto dai due sarcofagi fittili ceretani con la coppia di sposi. Più frequente è il tipo a cassa, lignea o architettonica, con coperchio a doppio spiovente e i lati decorati con scene tratte dalla mitologia greca o con processioni etrusche. I reperti più rappresentativi, si trovano principalmente a Tarquinia nonché nelle zone interne dell'antica Etruria centro-meridionale, soprattutto in età tardo classica e ellenistica; la produzione termina con la metà del I secolo a.C.

## Tipologia

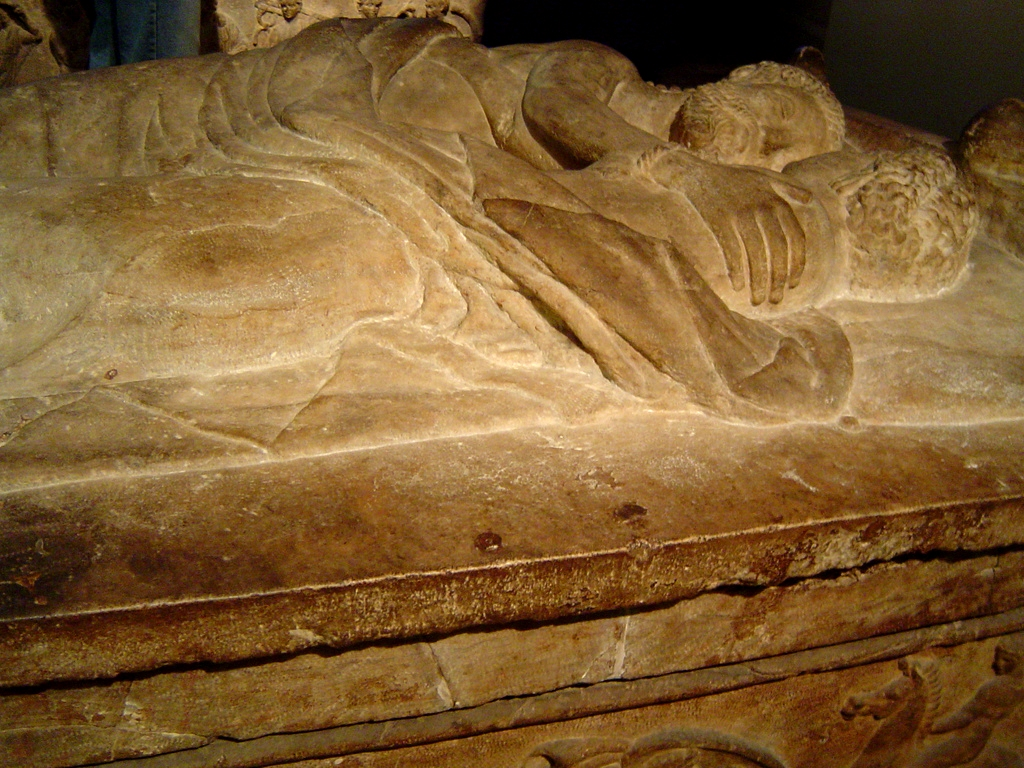
Coperchio di sarcofago con coppia di sposi. Da Vulci (tomba dei Tetnies), terzo quarto del IV secolo a.C. Travertino. Boston, Museum of Fine Arts 86.145a-b.

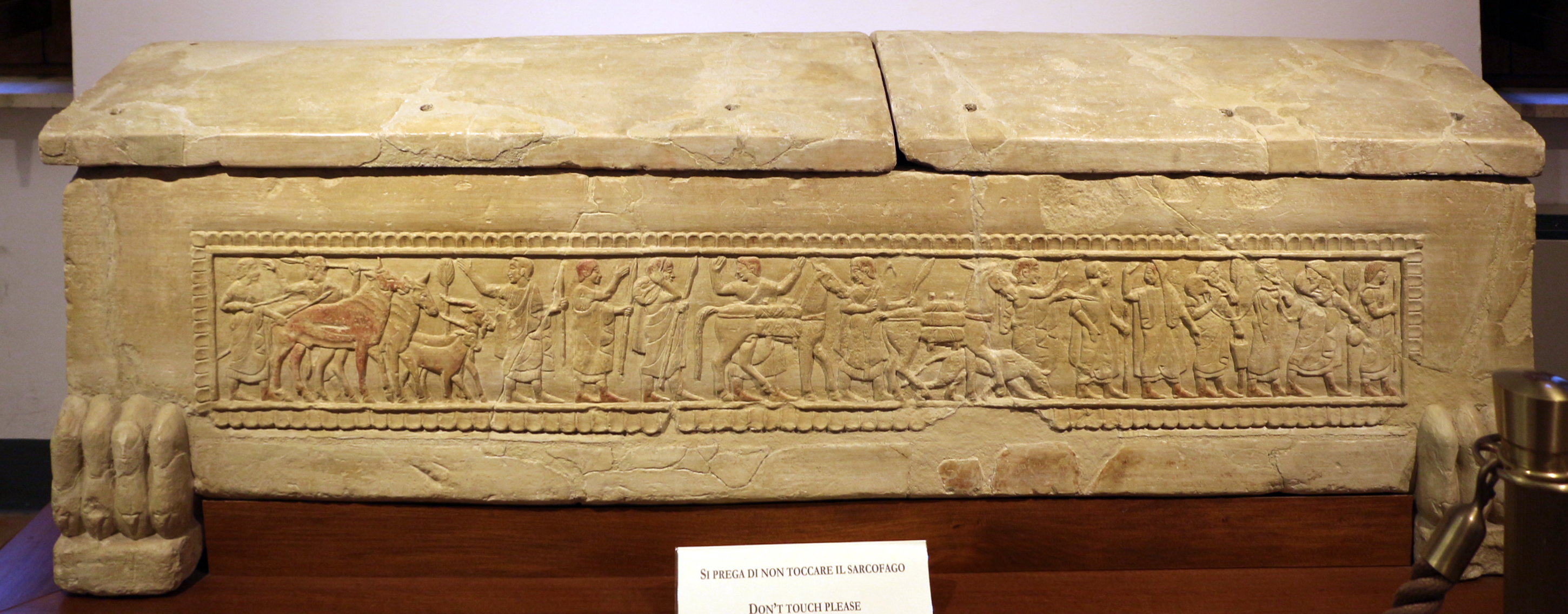
Sarcofago dalla necropoli dello Sperandio, Perugia. Bottega chiusina, calcare, 500 a.C. circa. Perugia, Museo archeologico nazionale dell'Umbria 195.

Gli studiosi ipotizzano che le prime produzioni etrusche dei sarcofagi, sia in pietra sia in terracotta, abbiano riprodotto modelli greci e fenicio-orientali. Esistono tuttavia esemplari che permettono di rilevare l'autonomia degli etruschi nell'adattare caratteri esotici a strutture sociali proprie. Il sarcofago degli Sposi di Caere, in realtà un cinerario, oggi a Roma nel Museo di Villa Giulia, del 520 a.C. che mostra il ricorrente tema arcaico del convivio, e quello dei Tetnies di Vulci, oggi a Boston, Museum of Fine Arts, del 360 a.C., dove è raffigurata una coppia di sposi distesi e abbracciati, avvolti sotto un manto che ricopre la kline, ovvero il letto conviviale, rappresentano temi giudicati "scandalosi" per la cultura greca quali "uomini e donne sotto lo stesso mantello" o affiancati, perché considerati un aspetto sociale troppo promiscuo. Questo distacco dall'influenza greca è dimostrato con evidenza anche nel sarcofago raffigurante il mito delle Danaidi, da Tuscania, ora a Roma nel Museo di Villa Giulia, dove pur rappresentando temi mitologici ellenici vi è una notevole mescolanza con altre raffigurazioni purtroppo non spiegabili per la carenza di informazioni sulle leggende etrusche.
A partire dalla seconda metà del IV secolo a.C. l'aristocrazia dell'Etruria meridionale divenne destinataria di una produzione di sarcofagi in pietra, prodotti a Tarquinia, che cominciavano un nuovo tipo di sepolcro a fianco della tradizionale tomba dipinta. Tra le tombe con sarcofagi scolpiti è particolarmente degna di nota la tomba dei Partunus a Tarquinia, della fine del IV secolo a.C., ma questo tipo aveva avuto precedenti nella tomba dei Sarcofagi e nella tomba dei Tamsnie, entrambe nella necropoli della Banditaccia a Caere.
La tipologia, nella produzione locale come in quella importata in marmo pario, è varia: sono diffuse sia la forma architettonica con coperchio a doppio spiovente, ispirata alle abitazioni domestiche, discendente da esemplari in marmo greco databili alla fine del VI secolo a.C., sia quella con figura umana. Per quanto riguarda la conformazione della cassa in Etruria sembra più diffusa quella che ricorda il sarcofago ligneo con cornici lisce, specchiature scolpite rientranti, zampe quadrangolari e coperchio a spioventi semplice. Esistono tuttavia esemplari di evidente commistione fra i due tipi principali. Tipicamente etrusca è la forma a cassa lignea liscia con figure di demoni agli angoli, alla quale si aggiunge come elaborazione tarquiniese tardo-classica la decorazione con cortei di animali reali e fantastici.
Il coperchio a doppio spiovente si applica sia alla cassa architettonica che a quella lignea; la figura umana che si sovrappone alle falde esplicitamente in qualità di banchettante, con patera e corona conviviale al collo, è attestata al primo quarto del IV secolo a.C. dal sarcofago del Magistrato di Caere (ora al Museo Gregoriano Etrusco), e trova accoglienza particolarmente favorevole a Tarquinia. La soluzione della figura umana sul coperchio a displuvio, che già Pallottino aveva indicato come originariamente etrusca, dipende forse dall'assimilazione concettuale tra la cassa del sarcofago e la cassa come contenitore che nelle tombe ceretane di epoca arcaica era riservata alle sepolture femminili, distinguendosi dal concetto della cassa come letto funebre originariamente riservata alle sepolture maschili.
Dalla tomba dei Partunus proviene il sarcofago punico del Sacerdote, in marmo pario. L'opera, datata alla metà del IV secolo a.C. introduce il tipo con la figura supina che verrà accolta dalle botteghe tarquiniesi e applicata soprattutto per le figure femminili sino alla fine del secolo. Al tipo della figura supina si collega l'esplorazione nelle botteghe delle zone interne dell'Etruria meridionale delle possibilità di rappresentazione della scena di esposizione del defunto, con la trasformazione delle falde spioventi del coperchio in una tavola piatta. A questo tipo di rappresentazione tuttavia resta connesso il concetto del defunto come banchettante (estraneo ai sarcofagi greci contemporanei) esplicitato attraverso simboli come la patera e poi reso sempre più evidente attraverso la posizione della figura. Numerosi sarcofagi in pietra appartenenti all'aristocrazia locale tarquiniese, a partire dalla seconda metà del IV secolo a.C. rappresentano il defunto sul coperchio non più coricato sul dorso ma voltato di lato. La posizione semisollevata seguirà un modello chiusino, attestato a Orvieto in un sarcofago della prima metà del IV secolo a.C. in notevole anticipo rispetto all'Etruria meridionale dove la posizione è raggiunta all'inizio del III secolo a.C.
Anche le casse presentano nella seconda metà del IV secolo a.C. alcune novità come l'introduzione del tipo a portico, con le colonne agli angoli, un'influenza che giunge dai sarcofagi architettonici greci. All'inizio del III secolo si diffonde un tipo detto a facciata, in cui i rilievi si dispongono uniformemente su tutta la superficie del lato frontale della cassa, racchiusi entro una semplice e piana cornice; i rilievi stessi inoltre passano dalla prevalenza di battaglie e narrazioni mitiche spesso cruente a quella del viaggio agli inferi, già presente in forma embrionale nel sarcofago del magistrato ceretano, che perdurerà fino alla metà del II secolo a.C. precisandosi come processione magistratuale. Nella rappresentazione del viaggio ultraterreno il defunto è rappresentato come un magistrato con il suo seguito preceduto da littori.
I grifi in posizione araldica, frequenti all'inizio del IV secolo a.C. vengono sostituiti gradualmente da mostri marini e delfini dal III secolo a.C.

## Ritratti
Le raffigurazioni umane di questi sarcofagi sono precise nei particolari dell'espressività del volto e potrebbero far ritenere che lo scopo principale di questa scultura funeraria fosse quello di conservare i tratti propri del defunto. In realtà nelle società antiche, come insegnano l'antropologia e l'etnografia, si mira piuttosto a raffigurare e far emergere il rango del defunto e le cariche di cui era investito quando era ancora in vita, nonché i suoi "eventuali" onori. Partendo da modelli greci la ritrattistica etrusca giunge alle espressioni tipicamente medio italiche del ritratti onorario e votivo quali possono essere esemplificate dal sarcofago del Magnate, dalla tomba dei Partunus, risalente al 320 a.C. La cassa si presenta con rilievi di Amazzonomachia e Centauromachia. Il volto, ben rappresentato e ringiovanito, esprime sobria dignità e dimostra la piena ricezione dell'arte tardo classica greca. Il modello eroico della ritrattistica ellenistica (di Alessandro e soprattutto dei Diadochi) appare invece, sempre nella medesima tomba, nel sarcofago dell'Obeso, datato all'inizio del III secolo a.C. e proseguirà con accentuato patetismo.

## Decorazione pittorica

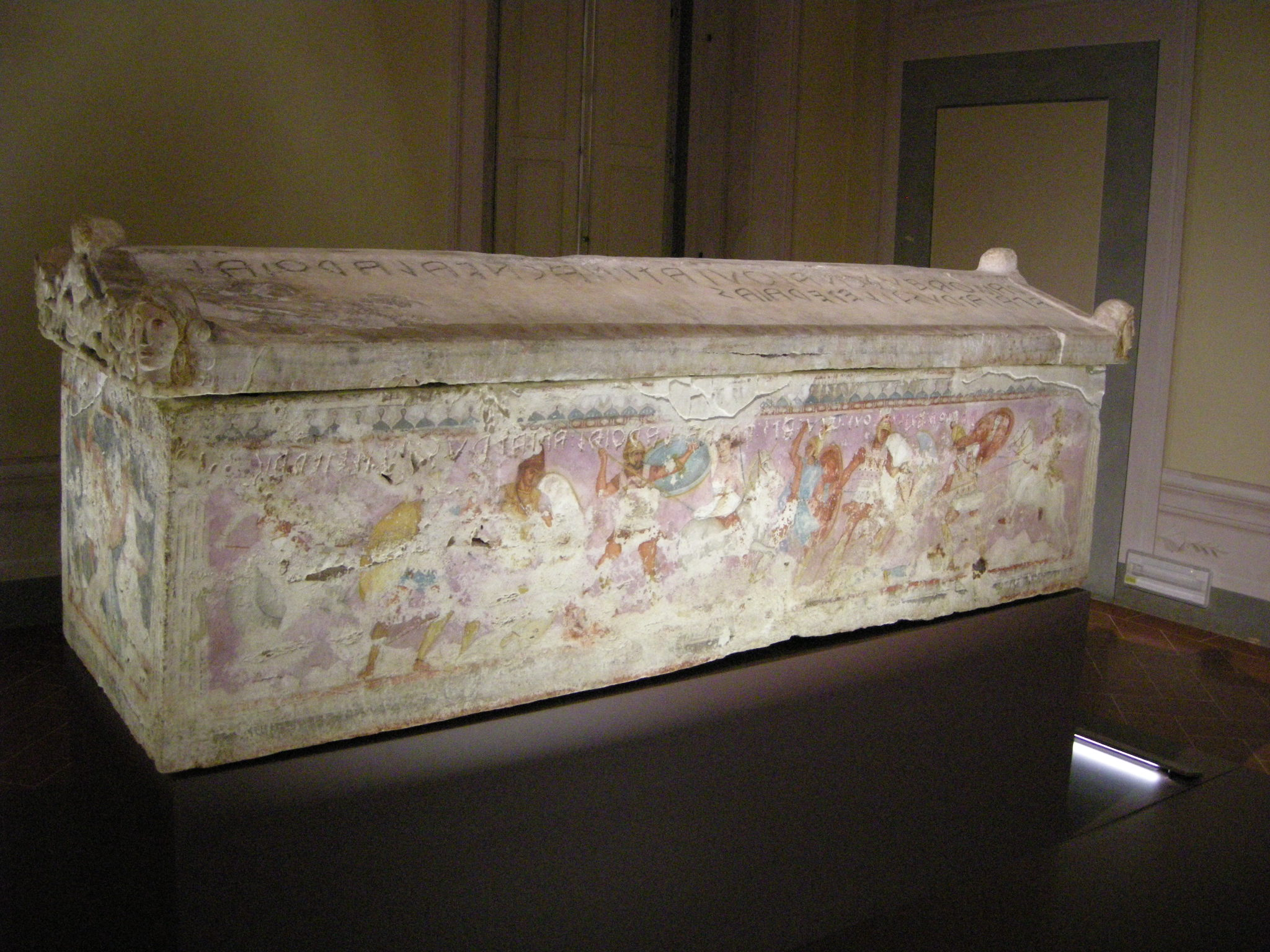
Sarcofago delle Amazzoni.

Per quanto concerne la decorazione pittorica, in Etruria erano preferiti i toni dei colori tenui e naturali: si utilizza più spesso il blu, il nero, il verde e il giallo. Non mancano poi forti contrasti di chiaro scuro e vivide policromie. L'atmosfera riprodotta dallo sfumato e dal chiaro scuro a tratteggio, caratterizza ad esempio il sarcofago delle Amazzoni con scene di Amazzonomachia.

## Centri regionali

### Vulci
La bottega vulcente, più affine a Chiusi e Orvieto che a Tarquinia, si segnala con i due importanti ma isolati sarcofagi ora a Boston, con le due coppie di coniugi distese, entrambi provenienti dalla tomba dei Tetnies datati al secondo e terzo quarto del IV secolo a.C. e rispettivamente in nenfro e travertino. Questi sarcofagi riccamente decorati saranno prodotti fino alla metà del III secolo a.C.; Vulci tuttavia è, come Chiusi e Orvieto, maggiormente produttiva per quanto riguarda i sarcofagi a decorazione semplice, a cassa lignea e coperchio a spioventi con decorazioni nei frontoncini, che terminano solo alla fine del II secolo a.C.

### Tuscania
La produzione dei sarcofagi tarquinesi inizia il suo declino a partire dalla metà del III secolo a.C.: le casse appaiono sempre più spoglie, con poche immagini simboliche, o lisce; le figure dei recumbenti si mostrano semplicemente abbozzate, con le pieghe dell'abito che assumono una tipica forma a ventaglio e prive di plasticità organica. In generale il decadimento molto marcato di stile coincide con l'esodo a Roma dell'aristocrazia etrusca per motivi politici, a cui seguì la comparsa di una nuova richiesta da parte della committenza sociale media, che diede luogo ad un sarcofago di tipo industriale a stampo e standardizzato.
Da qui la nascita della produzione tuscaniese su richiesta dalla piccola aristocrazia locale e in reazione allo scadimento dei sarcofagi in pietra. A partire dalla metà del III secolo a.C. e fino a tutto il II secolo a.C. la città di Tuscania si rese autonoma nella produzione elaborando particolari prodotti fittili caratterizzati nella fase iniziale dall'introduzione del ritratto fisionomico tipicamente medio ellenistico, probabile opera di un maestro straniero. La produzione tuscaniese raggiunse il proprio apogeo tra la fine III secolo a.C. e l'inizio del II, ma lasciò presto il posto a una produzione standardizzata.

### Chiusi

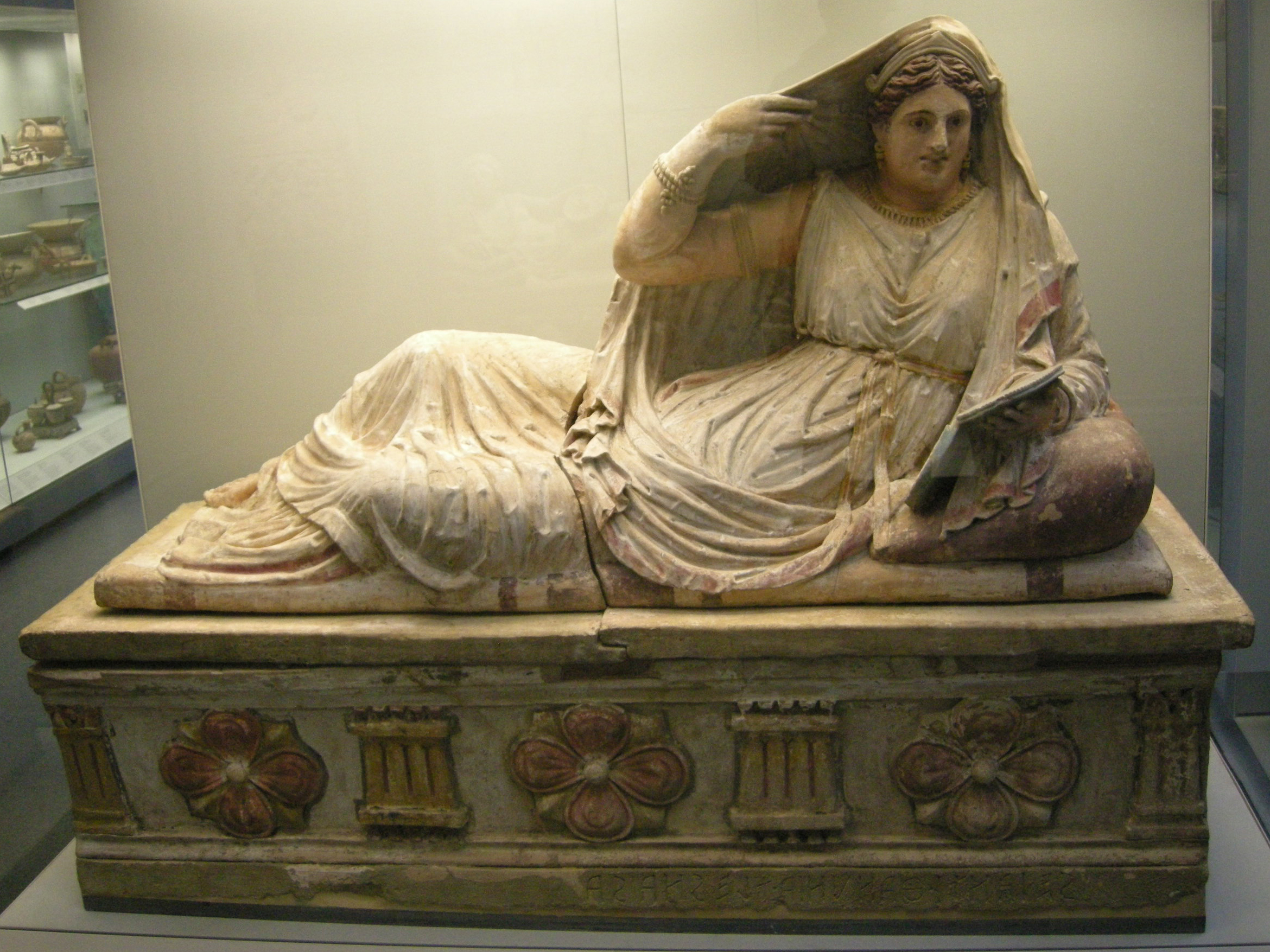
Sarcofago di Thanunia Seianti. Terracotta, 150-140 a.C. Da Chiusi. Londra, British Museum 1887,0402.1.

La pressione romana sulla popolazione tarquiniese è all'origine dell'improvvisa fioritura dei sarcofagi in pietra chiusini alla metà del III secolo a.C., per una migrazione delle maestranze meridionali al nord dove la prevalenza dell'incinerazione aveva impedito una precedente diffusione dell'uso del sarcofago. È noto in epoca tardo arcaica il sarcofago chiusino rinvenuto nella necropoli dello Sperandio di Perugia ove si trova raffigurato un ritorno vittorioso da una razzia di uomini e di bestiame. Il rito inumatorio divenne frequente alla fine del IV secolo a.C. con una prevalenza di sarcofagi a cassa lignea, coperchio a spioventi e rilievi in specchiature ristrette. L'avvicinamento alla produzione tarquiniese si ebbe tuttavia con i sarcofagi figurati, che riprendono la tradizione locale del banchettante sulle urne cinerarie, ma in posizione quasi supina, quale si può vedere nei sarcofagi tarquiniesi contemporanei. Ha fortuna in questa prima fase dei sarcofagi chiusini la conformazione a kline della cassa e l'assenza dei frontoncini sul coperchio. Da Chiusi l'uso del sarcofago si diffuse nel terzo quarto del III secolo a.C. a Volterra e a Populonia, come sarà dalla tradizione chiusina che dipenderanno le urne dell'ipogeo dei Volumni di Perugia. L'evoluzione della figura del defunto segue quella delle officine tarquiniesi, anche nella conformazione delle teste che manifestano la medesima provenienza di scuola, fino al loro superamento in senso qualitativo nella seconda metà del III secolo a.C. Agli inizi del secolo successivo le trasformazioni sociali in atto nel territorio chiusino condussero ad una prevalenza di domanda relativa a più economiche urne fittili; anche per i sarcofagi ci si rivolse alle officine coroplastiche. A questo tipo appartengono i celebri sarcofagi di Larthia Seianti (conservato al Museo Archeologico Nazionale di Firenze) e quello della sua parente Thanunia Seianti (conservato al British Museum). Entrambi presentano notevoli dettagli ornamentali, quasi a sottolineare il bisogno di esibizione ed autoaffermazione di una classe nobiliare, a cui le defunte appartenevano, ormai in decadenza.